# Piana (bướm đêm)
Piana là một chi bướm đêm thuộc họ Erebidae.

## Hình ảnh

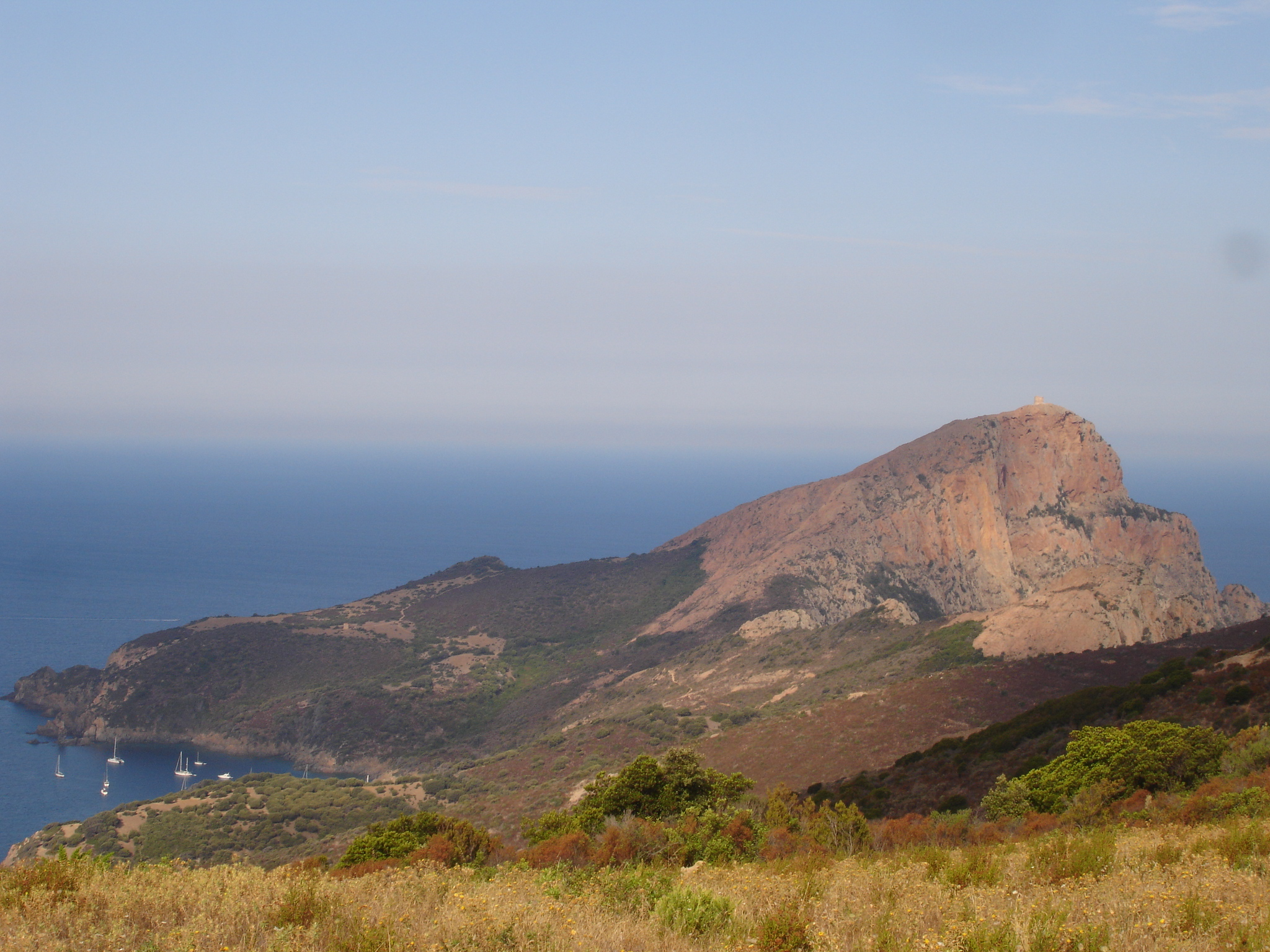
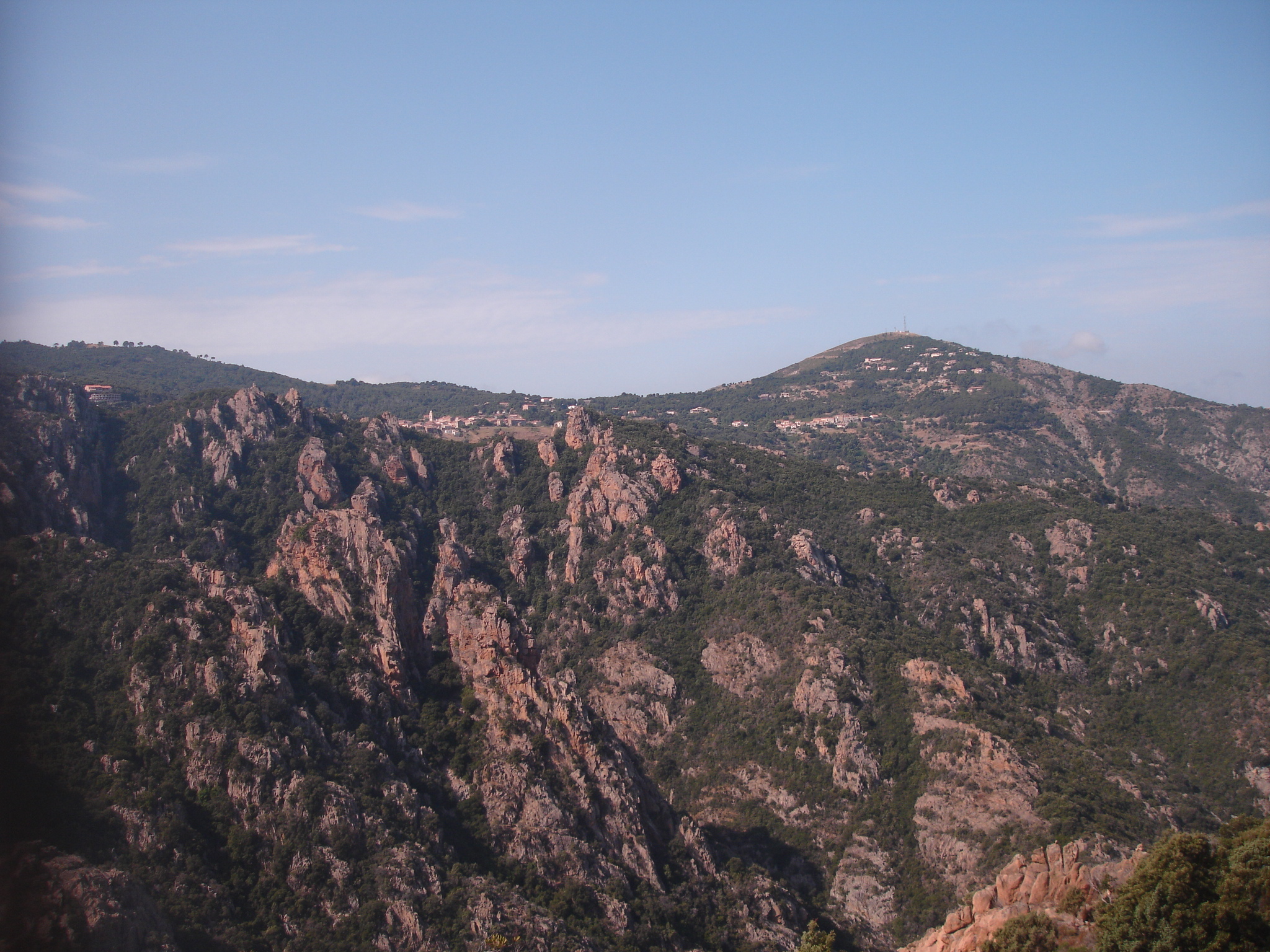
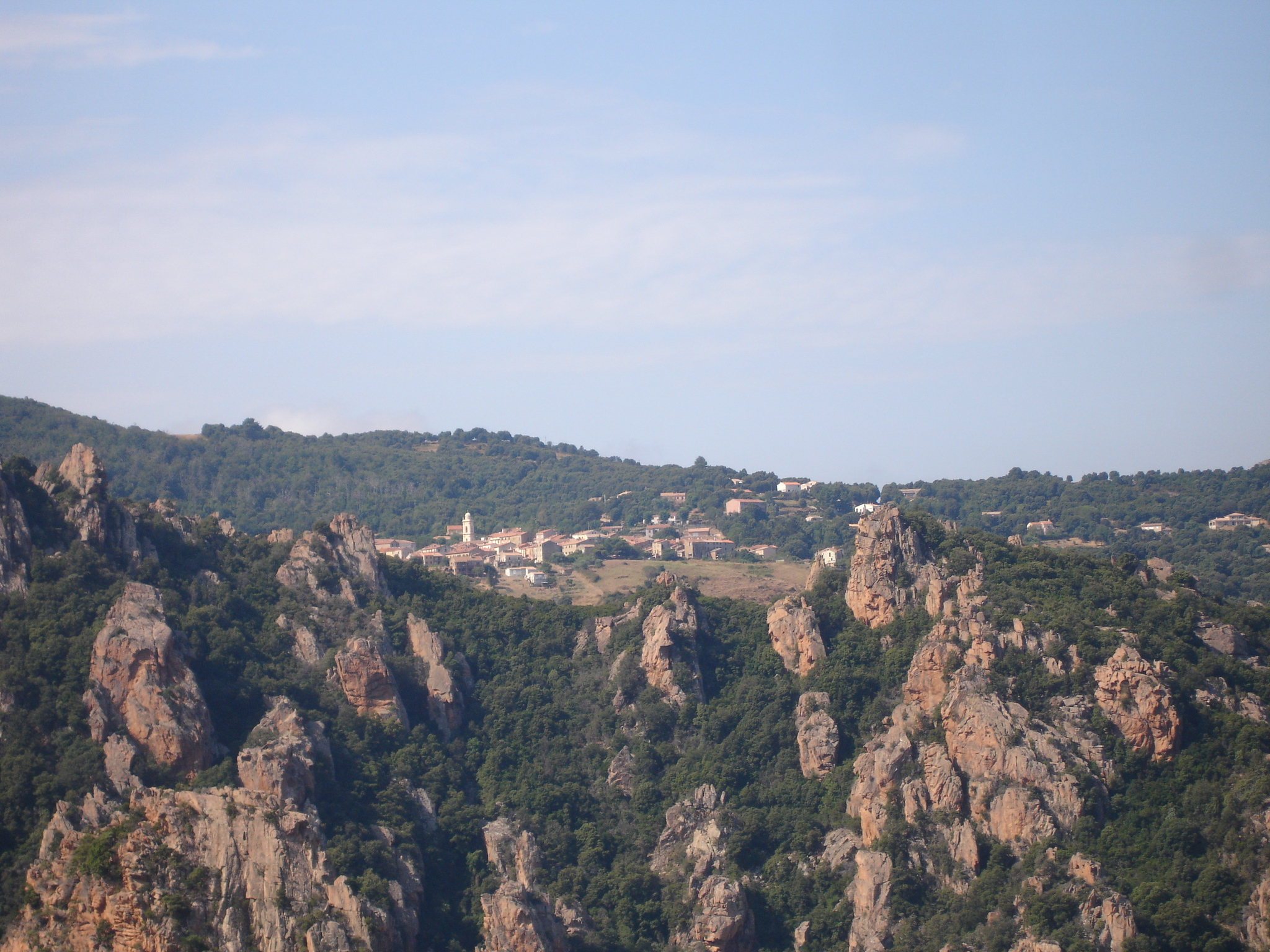
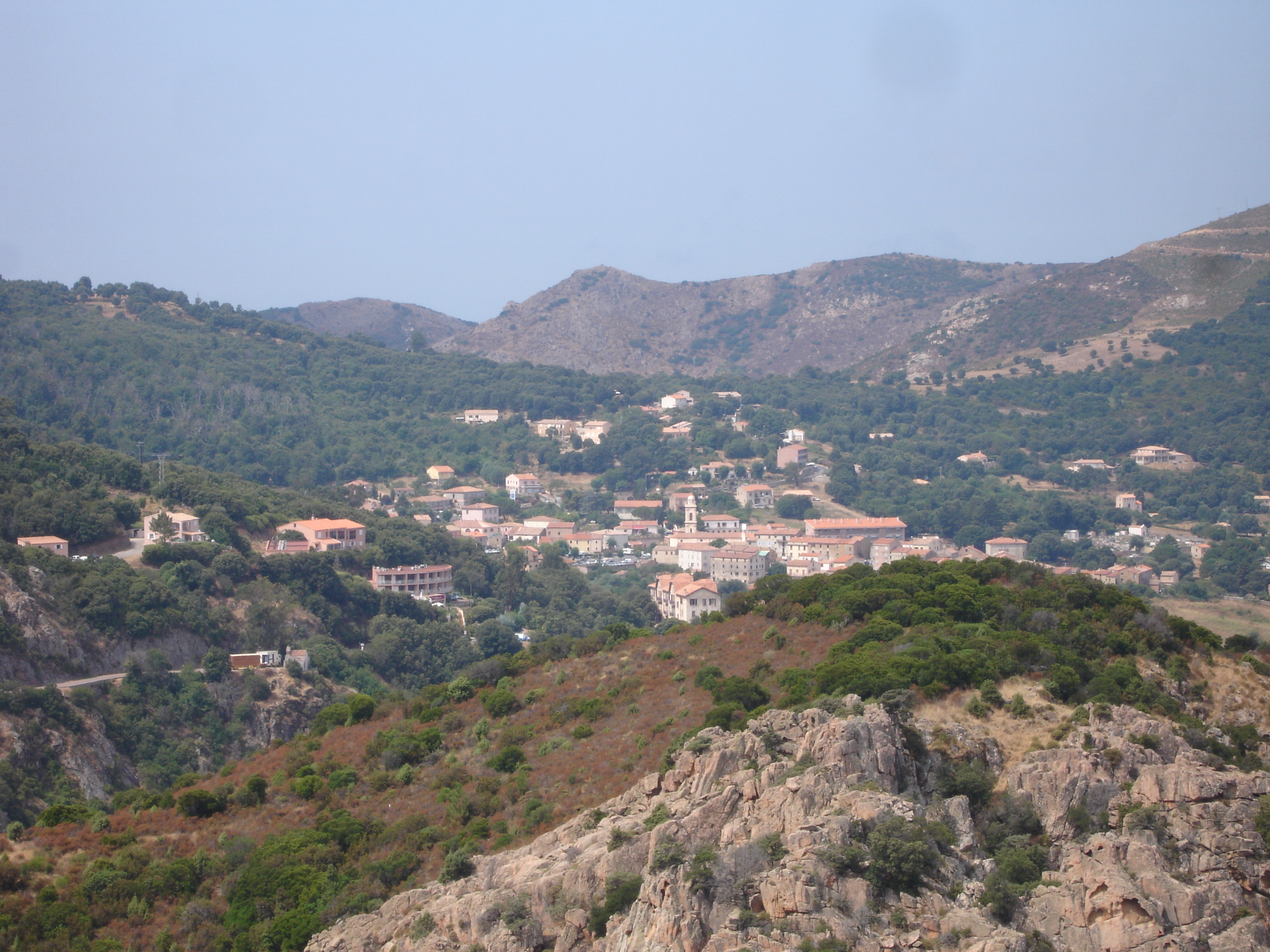